# The Invincibles

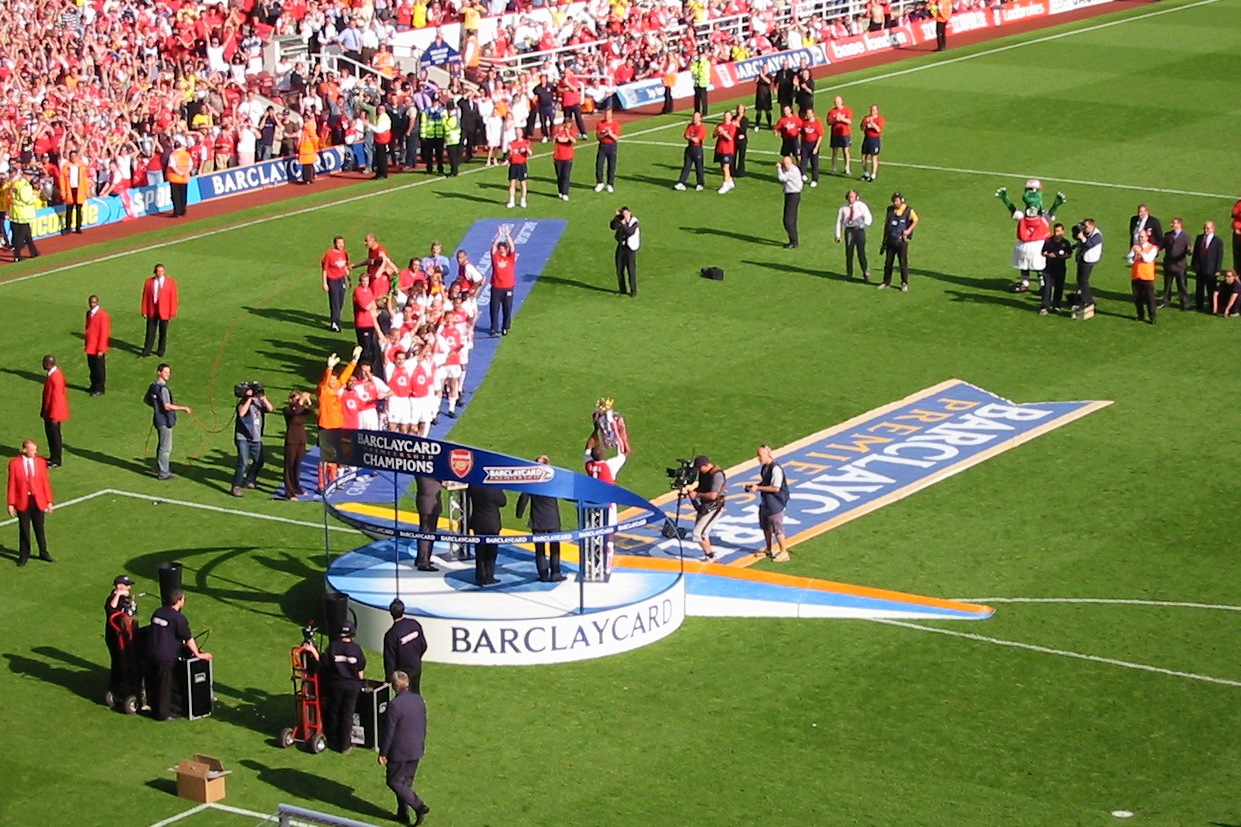
Slavnostní předání trofeje pro vítěze Premier League 2003/04 na bývalém stadionu Arsenalu Highbury.

The Invincibles je slovíčko vztahující se k londýnskému fotbalovému klubu Arsenal FC. Označuje takzvaný neporazitelný tým, který v sezoně anglické Premier League 2003/2004 nenašel pokořitele. Arsenal se tak stal teprve druhým týmem anglické historie, který prošel celou sezonu bez jediné porážky. To se do sezony 2003/2004 povedlo zatím jen týmu Preston North End FC v roce 1880, trénovanému koučem Williamem Sudellem. V té době sezona čítala 22 zápasů, zatímco v sezoně 2003/04 to bylo 38 zápasů. 

## Preston North End
Preston North End FC zakončil svoji tehdejší sezonu neporažen jak v lize, tak i v anglickém poháru FA Cup. To z něj udělalo prvního vítěze tzv. double, tedy vítěze ligy i poháru. Sezonu zakončil s celkovou bilancí 18 výher, 4 remízy a 0 proher, přičemž vyhrál  5 pohárových utkání z 5 možných. Pohár si navíc vybojoval bez jediného obdrženého gólu. Ze všech sedmi dosavadních týmů, které vyhrály double, byl Preston jediným, který to dokázal neporažen. 

## Arsenal FC
V květnu 2002 vyhrál Arsenal na hřišti Manchesteru United a vyrovnal tak rekord Prestonu, kdy za celou sezonu ani jednou neprohrál na hřišti soupeře. Trenér Arsène Wenger se vyjádřil, že není nemožné, projít celou sezonu bez jediné prohry, ostatně AC Milán se to jednou povedlo. A ostatní konkurenti v boji o ligový titul, tedy Manchester City FC, Tottenham, Manchester United FC, Liverpool FC a Chelsea FC o tom dozajista také sní, jen se zdráhají o tom mluvit, aby nevypadali příliš bláznivě. 
V té době hrával Arsenal ještě na svém starém stadionu Highbury, ale dávno už byly započaty práce s výstavbou nového stadionu, dnes známého jako Emirates Stadium sídlícím na londýnské Ashburton Grove. Touto investicí byl Arsenal až donedávna poněkud finančně limitován na přestupovém trhu.  

### The Invincibles
V sezoně 2003/2004 se tak Arsenalu konečně povedlo to, o čem snila spousta jiných anglických klubů. Zůstal celou sezonu neporažen s bilancí 26 výher, 12 remíz a 0 proher. Už po šesti úvodních zápasech ale všechno mohlo být jinak. V zápase s Manchesterem United však naštěstí útočník „Rudých ďáblů“ Ruud van Nisterlooy v nastaveném čase zahodil penaltu a Arsenal tak mohl pokračovat ve své nakročené cestě. Na začátku kalendářního roku 2004 vyhrál Arsenal 9 zápasů v řadě, aby si tak udržel svoji vedoucí pozici v ligové tabulce. Pozici šampiona ligy stvrdil remízou na hřišti Tottenhamu Hotspur v dubnu 2004, což byla dozajista pořádná satisfakce pro fanoušky Arsenalu, vzhledem k rivalitě mezi těmito kluby. S neporazitelností se pokračovalo i v další sezoně, konkrétně šlo o dalších 9 zápasů a pokud se k celkovému číslu přičtou i poslední dva zápasy ze sezony 2002/2003, Arsenal tak vydržel neporažen v lize dlouhých 49 zápasů. První porážka přišla až v 10. kole sezony 2004/2005 proti Manchesteru United, který za poněkud kontroverzních událostí zvítězil 2:0. 
Z týmu, který v roce 1998 získal mistrovský double, zůstal pouze Patrick Vieira a Dennis Bergkamp. Martin Keown a Ray Parlour odešli krátce poté, obránci Lee Dixon a Tony Adams ukončili profesionální hráčskou kariéru v roce 2002 a brankář David Seaman se připojil k Manchesteru City o rok později, jeho místo tak zaujal německý brankář Jens Lehmann. Kolo Touré z Pobřeží slonoviny byl zakoupen jako pravý obránce nebo defenzivní štít, nicméně byl přesunut do středu obrany, kde společně s anglickým Solem Campbellem vytvořili skvělou stoperskou dvojici. Lauren, Kamerunec, který za RCD Mallorca nastupoval jako záložník, byl v Arsenalu přesunut na pozici pravého obránce. Z počátku Arsène Wenger nahradil Nigela Winterburna na pozici levého obránce Silvinhem, ale jeho zranění dalo příležitost mladému Angličanovi Ashleymu Coleovi. Ve středu pole pak stáli Brazilec Gilberto Silva spolu s francouzským Patrickem Vieirou, které po křídlech podporovali Švéd Fredrik Ljungberg a další francouzský fotbalista Robert Pirès. Thierry Henry, francouzská legenda klubu Arsenal Londýn, byl původně podepsán z Juventusu Turín v roce 1999 jako náhrada za odcházejícího Nicolase Anelku, nicméně nejen v neporažené sezoně se stal nepostradatelným pro Arsenal. V útoku byl Henry podporován nizozemským Denisem Bergkampem.